# 伊藤六郎兵衛
伊藤 六郎兵衛（いとう ろくろべえ、文政12年7月15日（1829年8月14日） - 明治27年（1894年）3月30日 ）は、幕末・明治時代の宗教家で、丸山教の開祖である。
武蔵国橘樹郡登戸村（現 神奈川県川崎市）生まれで、幼名は清宮米吉（きよみや よねきち）。24歳のときに伊藤家の長女サノと結婚して婿養子となり伊藤六郎に改名、家督相続の際に家名の六郎兵衛を襲名した。
明治3年以降、富士の神の声を聞くようになり、断食行などの修業や病気治しなどを行って「生き神」として信仰を集めるようになった。しかし、教導職の資格を持っていなかったために国から弾圧を受け、明治8年、富士講の一つである富士一山講（後の扶桑教）に所属した。後に教導職の資格を得、明治18年、扶桑教から離脱し、神道本局に所属する神道丸山教会本院（後の丸山教）となった。